# Video-on-Demand
Video-on-Demand [ˈvɪdi̯oʊ̯ ɔn dɪˈmænd] (VoD, deutsch „Video auf Anforderung“, Abrufvideo) ist der Anglizismus für die Möglichkeit, digitale Videos auf Anfrage von einem Onlinedienst herunterzuladen oder per Streaming direkt anzusehen.

## Varianten
Kann der Zeitpunkt der Wiedergabe beliebig gewählt werden, spricht man von True Video-on-Demand. Im Gegensatz dazu starten die Inhalte bei Near-Video-on-Demand (auch Video-near-Demand) in festen Intervallen; man kann sich z. B. zu jeder vollen Viertelstunde in den Stream eines populären Films einwählen, der dann jeweils neu beginnt. Wird statt eines Livestreams ein Datei-basierter Ansatz zur Verteilung der Inhalte verwendet, spricht man von Push-Video-on-Demand.
Je nach Abrechnungsform und/oder Nutzungsrecht existieren folgende Varianten:

### Subscription-Video-on-Demand
Bei der Variante Subscription-Video-on-Demand (SVoD) bzw. Abonnement erfolgt die Abrechnung pauschal, häufig für einen Monat. Im vereinbarten Zeitraum können unbegrenzt Inhalte aus dem Katalog des Anbieters abgerufen werden.

#### Beispiele
- Netflix
- Prime Video
- Apple TV+
- Disney+

### Advertised-Video-on-Demand
AVoD steht für Advertising Video-on-Demand oder Advertised Video-on-Demand und bezeichnet werbefinanziertes Streaming. Es gibt Hybrid-Angebote, die neben einem (vergünstigten) monatlichen Subscription-Preis auch Werbung enthalten.

#### Beispiele
- Amazon Freevee, ehemalige werbefinanzierte Plattform von Amazon, eingestellt zu Gunsten von Prime Video
- Moviedome von Plaion.[3]
- Netzkino und weitere Kanäle der Spotfilm Networx GmbH.
- YouTube ist ein bekanntes Beispiel für eine Videoplattform mit werbefinanziertem Streaming.[4]
- Joyn ist ein Streamingdienst der ProSiebenSat.1 Media SE, über den hauptsächlich AVoD-Sreams angeboten werden. Daneben gibt es ein kostenpflichtiges Abomodel Joyn PLUS+.

### Download-to-Rent
Bei der Variante Download-to-Rent (DTR) erwirbt der Nutzer ein zeitlich begrenztes Nutzungsrecht am Inhalt (z. B. 48 Stunden) und kann ihn in diesem Zeitraum beliebig oft wiedergeben. Dies ist eine der häufigsten Nutzungsarten und tritt in zwei Formen auf: TVoD und PPV bzw. SVoD.

#### Beispiele
- ITunes Store
- Prime Video

### Pay-per-View
Bei der Variante Transactional-Video-on-Demand (TVoD) bzw. Pay-per-View (PPV) werden Inhalte im Einzelabruf, also nach tatsächlicher Nutzung, abgerechnet.

### Download-to-Own
Bei der Variante Download-to-Own (DtO) erwirbt der Nutzer ein zeitlich unbegrenztes Nutzungsrecht am Inhalt und kann ihn archivieren, meist als kopiergeschützte Datei auf einem eigenen Laufwerk, und dann beliebig oft wiedergeben. Das Eigentum an den Inhalten bleibt trotz der irreführenden Bezeichnung beim Rechteinhaber. Dies ist die weitaus seltenere Nutzungsart. In Fachkreisen wird diese Variante auch Electronic-Sell-Through (EST) genannt.

#### Beispiele
- Anixe
- ITunes Store
- Videoload

### Kino-on-Demand
Kino-on-Demand ist eine Abwandlung des bekannten Systems Video-on-Demand. Mit einem wesentlichen Unterschied: Kinos können künftig ebenfalls am digitalen Vertrieb mitverdienen. Somit generieren sie Zusatzeinnahmen, um der rückläufigen Kinoentwicklung entgegenzuwirken. Es gibt verschiedene Varianten. Zum einen können die Kinos einen eigenen Unterdienst auf ihren Homepages zur Verfügung stellen und somit an den Einnahmen durch den Onlinevertrieb partizipieren. Zum anderen entstehen in Deutschland gerade Plattformen, bei denen durch die Registrierung und der beinhalteten Postleitzahl die Kino-on-Demand-Funktionalität ausgewertet wird: Wenn der Nutzer einen Film über diese Plattform sieht, wird seine Postleitzahl ausgewertet und das Kino, welches in seinem PLZ-Bereich liegt, bekommt einen Prozentsatz der Einnahmen. Im Gegenzug bewerben die Kinos vor jedem ihrer Filme diese Plattform. Dies schafft eine große Reichweite, von der auch die Filmemacher profitieren.
Kino-on-Demand im Grundgerüst hat nichts mit Day-and-Date-Starts (zeitgleiches Starten von Filmen online und im Kino) zu tun, arbeitet aber darauf hin.

## Situation in Deutschland
Bei den Angeboten muss unterschieden werden in kostenfreie wie beispielsweise Mediatheken der Fernsehsender sowie YouTube oder Bs.to und kostenpflichtige Diensten wie z. B. iTunes, Prime Video, Netflix, Videoload und maxdome. Dabei sind die öffentlich-rechtlichen Anbieter (ARD, ZDF) mit der Finanzierung durch den Rundfunkbeitrag abzugrenzen von den privaten Mediatheken (z. B. RTL, ProSieben, Sat1), die sich durch Werbeeinnahmen stützen. Ein weiterer Anbieter kostenfreier VoD Inhalte war auch MyVideo, die sich über die ProSiebenSat1 Media Group finanzieren und daher audiovisuelle Inhalte ohne Gebühren zeigen dürfen. Die meisten Angebote im Streaming-Bereich sind jedoch kostenpflichtig und rechnen entweder mittels Abo-System ab oder berechnen pro Film oder Serienfolge gestaffelte Gebühren.
Die ProSiebenSat.1 Media AG (dazu gehören: ProSieben, Sat.1, kabel eins und sixx) plante 2010 zusammen mit der RTL Group Deutschland (dazu gehören: RTL, RTL II, Super RTL, RTL Nitro, n-tv und VOX), „die deutsche Antwort auf das amerikanische Hulu.com“, mit dem Arbeitstitel „Amazonas“, in Betrieb zu nehmen. Obwohl Video-on-Demand-Angebote bereits bei beiden Sendergruppen vorhanden sind, war geplant, alle zur Verfügung stehenden Programme auf einer Seite zu vereinen. Die Vermarktung des neuen Onlineportals sollten die Sender selbst übernehmen. Nach einer Abmahnung durch das Bundeskartellamt mussten die Sendernetzwerke ihr Konzept der geplanten Videoplattform umstellen und es dem Bundeskartellamt erneut vorlegen. Am 18. März 2011 hieß es laut DWDL.de, das Bundeskartellamt habe erneut keine Zustimmung einer gemeinsamen Videoplattform gegeben. Laut Statement der RTL Group wolle man nun rechtlich gegen das „nicht nachvollziehbare“ Urteil vorgehen. Bei der ProSiebenSat.1 Media AG hält sich die Enttäuschung jedoch in Grenzen. Man sieht sich mit dem Onlineportal maxdome recht gut auf dem Markt positioniert. Am 8. August 2012 bestätigte das Oberlandesgericht Düsseldorf das Verbot der geplanten Video-on-Demand-Plattform. Eine Revision gegen das Urteil wurde nicht zugelassen.
Die Angebote können nach den folgenden Vergleichskriterien bewertet werden:
- Verfügbarkeit (unabhängig vom Netzbetreiber oder nur in speziellen Netzen nutzbar)
- Katalog (Angebot an Material)
- Offline-Funktionen (Streaming vorgespeicherter Inhalte ohne Internetverbindung möglich)[11]
- Verfügbare Videoqualität (insbesondere DVD- vs. HD-Qualität)
- Verfügbare Audioqualität (Stereo- vs. Mehrkanalton)
- Sprachen / Untertitel (Originalversion, Originalversion mit deutschen Untertiteln, deutsche Synchronisierung)

## Technischer Hintergrund
Der Videofilm wird entweder über eine Internetverbindung, wie bei IPTV, oder über ein Breitbandkabelnetz gesendet. Der Rückkanal, über den die Senderwahl des Kunden an das Sendezentrum übermittelt wird, ist bei einer Internetverbindung vorhanden oder wie bei Unitymedia Video-on-Demand über Kabelfernsehen mit Rückkanal, alternativ über das Telefonnetz geschaltet.
Des Weiteren lassen sich die folgenden Varianten unterscheiden:

### Download / Progressiver Download
Hier muss das Video vor dem Betrachten heruntergeladen werden. Beim progressiven Download ist es möglich, schon während des Downloads mit dem Betrachten zu beginnen, wenn bereits genug Daten heruntergeladen wurden und ein entsprechender Puffer gebildet wurde. Dadurch können auch mit wenig Bandbreite Filme heruntergeladen werden, die für das direkte Streaming-Verfahren eine höhere Datenrate benötigen würden.

### Streaming
Beim Streaming werden die Daten gleichzeitig heruntergeladen und wiedergegeben. Der Anbieter benötigt dazu einen Streaming-Server und der Anwender einen entsprechenden Client. Eine vollständige Kopie der Datei muss in diesem Falle nicht gespeichert werden. Oft werden die Daten nur im flüchtigen Speicher (Arbeitsspeicher) des Programmes zwischengespeichert, bis sie angezeigt wurden. Über entsprechende Flusssteuerungen wird dafür gesorgt, dass stets genug Daten vorrätig sind, um Ungleichmäßigkeiten der Datenübertragung kompensieren zu können, aber auch nicht zu viel Speicher verwendet wird. Die Bandbreite der Netzwerk-Verbindung zwischen Server und Anwender muss mindestens der Datenrate des betrachteten Videos entsprechen.

## Umsatzentwicklung in Deutschland
In den Jahren 2004 und 2005 verhielten sich die Umsätze der Video-on-Demand-Anbieter konstant und befanden sich mit einer Million Euro Umsatz noch auf einem geringen Niveau. Der Boom in der Branche setzt im Jahr 2006 ein und der Umsatz stieg um 100 Prozent. Von 2006 bis 2008 vervierfachte sich der Umsatz auf acht Millionen Euro, mit einer durchschnittlichen Zuwachsrate von 139 Prozent. Im Jahr 2009 nahm die Wachstumsrate des Umsatzes im Vergleich zum Vorjahr 2008 leicht von 167 Prozent auf 163 Prozent ab und befand sich auf einem Niveau von 21 Millionen Euro. Von 2010 bis 2011 nahm der Umsatz der Branche um 49 Prozent, auf 64 Millionen Euro zu und von 2011 bis 2012 um weitere 48 Prozent auf 95 Millionen Euro.
Nach den starken Zunahmen des jährlichen Umsatzes von 2006 bis 2011 werden die Wachstumsraten des Umsatzes wahrscheinlich abnehmen. Bereits seit 2010 verringert sich das Wachstum des Umsatzes kontinuierlich. Es wird angenommen, dass sich die Wachstumsrate des Umsatzes bis zum Jahr 2015 bei nur noch 10 Prozent befinden und in den darauffolgenden Jahren auf diesem Niveau bleiben wird.
Nach neuen Prognosen des Digitalverbands Bitkom und des Marktforschungsinstituts Information Handling Services erzielen Video-On-Demand-Angebote 2016 insgesamt Umsätze von 717 Millionen Euro. Demnach werden Anbieter von kostenfreien und werbefinanzierten Angeboten voraussichtlich 316 Millionen Euro Umsatz erzielen, bei kostenpflichtigen Streaming-Anbietern erwartet man Umsätze in Höhe von 401 Millionen Euro.